# Martin Schulze (Journalist)
Martin Schulze (* 7. Juli 1937 in Essen; † 22. März 2014) war ein deutscher Fernsehjournalist, Reporter, Moderator und Kommentator, der vorwiegend für politische Fernsehmagazine öffentlich-rechtlicher Sendeanstalten arbeitete.

## Leben und Wirken
Nach dem Studium der Physik und Philosophie in Tübingen, Bonn und Berlin sowie einer journalistischen Ausbildung arbeitete Schulze zunächst als freier Journalist für Tageszeitungen, unter anderem bei der Neuen Ruhr Zeitung in Essen. Von 1963 bis 1965 war er Reporter und Redakteur der Fernsehmagazine Report (1966 getrennt in Report München und Report Baden-Baden) und Weltspiegel, es folgten sechs Jahre beim Politmagazin Monitor des Westdeutschen Rundfunks (WDR). 1971 schickte man ihn als ARD-Fernsehkorrespondent nach Brüssel, wo er bald Leiter des Europastudios der ARD wurde.
Für die Dokumentation Protokoll einer Geiselnahme erhielt Schulze 1975 zusammen mit Hans-Josef Dreckmann eine ehrende Anerkennung im Rahmen des Adolf-Grimme-Preises.
1983 wurde er als Koordinator für Politik, Gesellschaft und Kultur in die Schaltstelle der ARD nach München gerufen, wo er die Interessen von neun Chefredakteuren ausgleichen musste. 1989 wurde er ARD-Chefredakteur und vier Jahre später stellvertretender Studioleiter und ARD-Sonderkorrespondent im WDR-Studio Bonn, zu dessen Leiter er im September 1995 aufstieg. Des Weiteren war Schulze Moderator der Politsendung Bericht aus Bonn, bis er am 1. September 1999 in den Ruhestand ging.
Danach moderierte er politische Fernsehformate für den Fernsehkanal PHOENIX.
Martin Schulze war 30 Jahre lang bis zu seinem Tod mit der Journalistin und Schriftstellerin Gabriele von Arnim verheiratet. Nach zwei schweren Schlaganfällen im Frühjahr 2004 wurde er pflegebedürftig und musste sich aus der Öffentlichkeit zurückziehen. Er konnte kaum mehr sprechen, war geistig aber durchaus noch rege und aufnahmefähig. Seine zehnjährige Leidenszeit bildet die Grundlage für das Buch Das Leben ist ein vorübergehender Zustand, das seine Ehefrau 2021 veröffentlichte. Es wurde zu einem Spiegel-Bestseller im Bereich Sachbuch. 
Martin Schulze starb 2014 im Alter von 76 Jahren.